# Dendrortyx barbatus
La pernice boschereccia barbuta o pernice di bosco barbuta  (Dendrortyx barbatus Gould, 1846) è una delle tre specie di quaglie del Nuovo Mondo del genere Dendrortyx. Questa specie è endemica del Messico dove abita le foreste umide subtropicali, tropicali o le piantagioni. 
La pernice boschereccia barbuta è resa vulnerabile principalmente dalla perdita di habitat.